# آندریاس ساماریس
آندریاس ساماریس (یونانی: Ανδρέας Σάμαρης؛ زاده ۱۳ ژوئن ۱۹۸۹) یک بازیکن فوتبال اهل یونان است.
وی همچنین در تیم ملی فوتبال یونان بازی کرده‌است.